# 1820 Lohmann
1820 Lohmann è un asteroide della fascia principale. Scoperto nel 1949, presenta un'orbita caratterizzata da un semiasse maggiore pari a 2,1980757 UA e da un'eccentricità di 0,2103380, inclinata di 4,99925° rispetto all'eclittica.
L'asteroide è dedicato all'astronomo tedesco Werner Lohmann (1911-1983), che lavorò all'Osservatorio di Heidelberg-Königstuhl e all'Astronomisches Rechen-Institut.